# Barneveld (Wisconsin)
Barneveld è un comune degli Stati Uniti, situato in Wisconsin e in particolare nella Contea di Iowa.